# 七色の毒
『七色の毒』（なないろのどく）は、中山七里の短編推理小説集。『小説 野性時代』で2012年から2013年に不定期で掲載された6話に書き下ろしで1話追加されて刊行された。
人間の奥底に眠る悪意を鮮烈に抉り出す今作とは対を成す世界観で描かれた長編作『切り裂きジャックの告白』でも登場した警視庁捜査一課の刑事・犬養隼人が、色にまつわる7つの事件に挑んでいる。『七色の毒』というタイトルどおり、著者はこの作品で叙述や物理的なトリックなど、思いつく限り今までの作品とはテイストを変え、原稿用紙50枚くらいの短編でどれくらいのどんでん返しができるか挑戦した。そして短編ミステリの面白さを追求した結果、「間違いなく、私の最高傑作です」と自負する作品となり、ミステリー評論家の佳多山大地も「多種多様な社会派テーマを織り込みながら結末でどんでん返しを演出する職人的技巧は短編でもいかんなく発揮され、さらに切れ味を増している。」と評価している。
「白い原稿」ではある小説作品を風刺したというが、誰のどの作品を風刺したのかは著者自身も書店員も明言していない。

## 収録作品
- 赤い水（『小説 野性時代』2012年7月号）
- 黒いハト（『小説 野性時代』2012年12月号）
- 白い原稿（『小説 野性時代』2013年2月号）
- 青い魚（『小説 野性時代』2013年3月号）
- 緑園の主（『小説 野性時代』2013年4月号）
- 黄色いリボン（『小説 野性時代』2013年5月号）
- 紫の献花（書き下ろし）⇒文庫収録時タイトル「紫の供花」

## 主人公
犬養 隼人（いぬかい はやと）
警視庁捜査一課の巡査部長。30代半ば。
「赤い水」のころは入院中の娘・沙耶香との親子関係は良好ではなく、沙耶香は長い間碌に口も聞かず機嫌が悪いことが多かったが、1年後の「紫の献花」のころには聞かれたことには答え、捜査協力くらいはしてくれるようになっている。

## 各話あらすじ&登場人物

### 赤い水
高井戸インターチェンジで事故を起こし、乗客9名中8人に重軽傷を負わせ、1人を死亡させてしまった名濃（めいのう）バスの運転手・小平真治は、マスコミのカメラの前で潔く自分の非を認め、ひたすら謝罪していた。蓬田が所属する警視庁交通部交通捜査課では、この事故を、居眠りが原因の自動車運転過失致死傷罪として立件する準備を進めていた。だが、そこへ刑事部捜査一課の犬養隼人が現れる。犬養はテレビの会見を見て、小平の喋り方が突発的な事故を引き起こして狼狽える人間の喋り方ではないことが気になると話す。
小平 真治（こだいら しんじ）
高校まで岐阜県龍川村で過ごし、他県の大学を卒業して故郷に帰り、多治見市に本社がある名濃バス（高速バス）に運転手として就職。29歳、独身。中央自動車道高井戸インターチェンジ付近で防護柵に激突する事故を起こす。真面目で礼儀正しい好青年。
高瀬 昭文（たかせ あきふみ）
名濃バス株式会社運行管理係。小平とは同郷。
蓬田 晃一（よもぎだ こういち）
警視庁交通部交通捜査課の警察官。配属されて5年目。部下の錦野からは生き字引扱いされている。犬養隼人とは警察学校の同期で、最初の配属先が同じだった。無骨で、性格は犬飼とまるで逆だが妙にウマが合い、別部署に転属してから疎遠になっていたものの、ハガキのやり取りは欠かしたことがない。
多々良 淳造（たたら じゅんぞう）
10年前に都内の帝京軽金属株式会社に中途入社し、60歳で定年を迎えて、現在は嘱託扱いで単身赴任している。

### 黒いハト
日沢中学校2年A組の東良春樹は、1週間前に屋上から飛び降りて亡くなった親友・保富雅也のことを思い出し、自分を責めていた。なぜ自分は親友を護ってやれなかったのだろう？　実は春樹だけでなく多くの生徒が雅也がいじめに遭っていたことを知っていた。しかし皆がいじめを公にせず、保富雅也の母親の携帯に雅也の遺言らしき声が残されていたことから、所轄の高輪警察署は、事件性無し&自殺として処理した。学校もこれ幸いといじめの事実に蓋をした。しかしそんな学校側の態度を非難する声が次第にあちこちからあがり、改めて警察が捜査することが決定した。そして春樹のクラスの事情聴取に警視庁の犬養隼人がやって来る。
保富 雅也（ほどみ まさや）
日沢中学校2年A組の生徒。1週間前に屋上から飛び降り自殺をした。
東良 春樹（ひがしら はるき）
雅也の親友。雅也とは1年の時から同じクラスで、好きな漫画やゲームがかぶっていたため仲良くなった。目立たず騒がずがモットー。
岩隈 信夫（いわくま のぶお）
日沢中学校の校長。
八神（やがみ）
2年A組の担任。空気が読めない。いじめを黙認していた。
影山 健斗（かげやま けんと）
雅也をいじめていた首謀者。クラスで1番上背があり、口よりも手が早く、子分も2人いる。成績は悪い方ではない。父親は都議会議員。

### 白い原稿
8月初旬、都内でも指折りの高級住宅街にある公園のベンチで、ロック歌手兼小説家の桜庭巧己の死体がナイフが胸に刺さった状態で発見された。そしてわずか3時間後、自称小説家の荒島秀人が、自分が犯人であると出頭してきた。取り調べにあたった犬養隼人が話を聞くと、「ビブレ賞」という文学賞に応募したものの、桜庭が受賞したせいで自分が受賞できなかったことを恨んでの犯行だという。しかし荒島は、公園で寝ていた被害者を見て突発的に刺し、殺意は無かったと話す。殺意の否定には疑問が残るものの、話す内容に矛盾は無い。犯行の裏付けのため、関係者に話を聞いて回っていた犬養は、御厨からの検死報告書を見て驚く。そこには直接の死因は凍死であると書かれていたのだ。
桜庭 巧己（さくらばたくみ）
篠島タクという芸名のロック歌手。20代半ば。小説『うつろい』を執筆し、ビブレ大賞という新人文学賞を受賞して一躍時の人となり、「天は二物も三物も与える」ともてはやされた。しかし、小説の内容は受賞するには到底値しないレベルだと書評家たちが言いはじめ、今では出来レースだったのではないかと噂されている。受賞作は100万部を突破したが、読者の反応も最悪で、版元であるビブレ社にも非難が集中した。
8月初旬、港区高輪4丁目の公園脇のベンチで胸に深々とナイフを突き立てられた状態で発見される。
桜庭 香澄（さくらばかすみ）
巧己の妻。大学生の時、篠島タクのファンクラブの会長になり、卒業してから結婚した。
荒島 秀人（あらしま ひでと）
ペンネーム：嵐馬シュウト（あらしましゅうと）。34歳、無職。自称作家のタマゴで5年程前から投稿の常連。桜庭巧己を殺したのは自分だと出頭してくる。『幽玄の森』という作品をビブレ賞に応募しており、最終選考にまで残ったが、桜庭のせいで大賞を受賞できなかったことが動機だと話している。
日下 康介（くさか こうすけ）
ビブレ社の篠島タクの担当編集者。一見快活そうな印象を受けるが、レンズの奥の目は陰険そうに蠢いている。
御厨（みくりや）
検視官。

### 青い魚
1人で釣具店を経営する帆村亮は、45歳で遅い春を迎えて幸せな日々を送っていた。3か月前、店を訪れた20代の若くて美人な本橋恵美が帆村を気に入り、あれよあれよというまに同棲生活が始まり、結婚が決まったのである。ただ1つ、恵美の実兄だという由紀夫までが転がり込んできて同居し始めたのには困惑した。しかし帆村は由紀夫の人柄に好感を持ち、何より家族に飢えていたため、こんな生活も悪くないと思い始めていた。しかしある日、3人で船を出してハギ釣りに熱中していた時、帆村は由紀夫に頭部を押されてボートの縁に激突し、そのまま海に身体を放り込まれてしまう。
帆村 亮（はんむら りょう）
両親はすでに他界しているが、父親の商売を継ぎ、釣具屋を経営している。45歳。
本橋 恵美（もとはし えみ）
亮の恋人で同棲中。20代、小顔で美人。亮に対して、年上を年上と思わない物言いをする。
由紀夫（ゆきお）
恵美の兄。亮より10歳年下だが老成した印象があり、年上への気遣いも忘れない。恵美と住み始めた1か月後に挨拶がてらやってきて、そのまま居ついてしまった。普段は泰然自若としているが、恵美のことになると必死。何でも屋をやっている。慎重かつ執拗だが、開放的な性格。
輝之（てるゆき）
亮の5歳下の弟。三白眼と薄い眉をしている。中学のころから素行が悪く、夜の商売を転々とした後、暴力団員となった。長らく家に寄りつかなかったが、最近ちょくちょく顔を出すようになっている。

### 緑園の主
ホームレスの塒（ねぐら）に火が放たれ、ホームレスの黒沢が全身火傷で救急搬送された。事件現場を訪れた犬養隼人は、班長の麻生から別の事件現場へ急行するように命じられる。部活動の帰りに昏倒し搬送先で死亡した中学生・小栗拓真の体内から、劇薬のタリウムが検出され、毒殺事件の疑いがあるというのだ。これが毒殺なら、他にも被害者が出ると懸念されたが、ホームレス襲撃事件に携わる部下の高千穂からの連絡で、事件は違う顔を見せ始めた。意識を取り戻したホームレス黒沢は、自分の塒に火を点けたのは小栗拓真だと証言したのだ。
小栗 拓真（おぐり たくま）
14歳。都営グラウンドでサッカー部の練習活動（ポジションはMF）をした後、帰り道で悶死。体内からタリウムが見つかる。優等生。細面で尖り耳。
黒沢 公人（くろさわ きみひと）
ホームレス。昔は造園業を営んでいた。段ボールとビニールシートで作られた家が全焼し、全身に火傷を負う。
佐田 啓造（さだ けいぞう）
都営グラウンドのすぐ傍の一軒家に住んでいる。認知症の妻・祥子と2人暮らしで、妻を老老介護中。
佐田 祥子（さだ さちこ）
啓造の妻。認知症を患っており、家に男性が訪ねてくると、40年前に交通事故で亡くなっている息子と勘違いする。
高千穂（たかちほ）
犬養隼人の部下で行動を共にしている刑事。
麻生（あそう）
犬養の班の班長。
御厨（みくりや）
検視官。

### 黄色いリボン
学校で担任の戸塚先生から性同一性障害の話を聞いた桑島翔は、心が軽くなる思いがした。自分には、学校の誰にも言っていない秘密がある。毎日学校から帰ると女の子の格好して化粧をして、「ミチル」という女の子として過ごしているのだ。今なら皆に秘密を話しても大丈夫かもしれない・・・一縷の望みを抱いた翔だったが両親は否定的で、「ミチル」でいるのはこれまで通り家の中と団地内までと厳命された。しかしある日、架空のはずの「ミチル」へ届いたダイレクトメールを発見したのを機に、怪しい男や警察にまで、翔は「ミチル」について聞かれるようになる。
桑島 翔（くわしま しょう）
目が大きく鼻筋が通っていて、口が小さく眉が整っている。親友以上の存在である直也曰く「可愛い顔」。一生懸命に勉強するかわりに、1日に1度だけ女の子の格好をして「ミチル」として外（ただし団地内だけ）に出ることを両親に許されている。
直也（なおや）
翔の友達。翔を気に入っている姉と、刑事ドラマおたくの兄がいる。陽気。
柴崎（しばさき）
区の子育て支援課に勤める公務員で、犬養とは大学の同期。

### 紫の献花
多治見署の刑事部強行犯係の刑事・榊間明彦は、取調室で、一年前の5月に発生した名濃高速バス衝突事故の被害者で足に障害を負った樫山有希と対峙していた。名濃バスの運行管理係だった高瀬昭文が、自宅で刃物で刺された状態で死亡していたのだ。高瀬には家族がいないにもかかわらず、名濃バスを退職した直後に生命保険に加入しており、その受取人が樫山有希になっていたのである。しかし樫山は、「高瀬とは全く面識が無いし、もしそこまで恨むとしても運行係の高瀬ではなく、廃業して民事責任をとらなかった元社長の菅谷の方を恨む」と主張する。その時、警視庁捜査一課から犬養隼人がやってきて、あのバス事故の裏には、実は高瀬による殺人教唆があったと話す。
榊間 明彦（さかきま あきひこ）
多治見署の強行犯係になって3年目の刑事。
高瀬 昭文（たかせ あきふみ）
妻と娘を亡くし2LDKの平屋一戸建ての部屋で独り暮らし。左脇腹後ろに包丁が突き刺さった状態で死亡していた。67歳。瓜実顔で彫りが深い。「赤い水」では名濃バスで運行管理係として勤務していた。高井戸インターチェンジ衝突事故により名濃バスが10か月前の7月に廃業に追い込まれ、2か月の就職活動を経て8か月前に織部タクシーに転職。配車係を務めていた。仕事は有能でミスがなく、性格も温和で実直。
礼島（れいしま）
個人経営の小さな会社・織部タクシーの社長。
菅谷 豪志（すがや たけし）
名濃バスの元社長。民事訴訟で訴えられていたが、「名濃バス」を廃業して逃げ、翌週には弟が代表取締役を務める「菅谷ツアーズ」というバス会社に入社した。赤ら顔ででっぷりと太っている。
樫山 有希（かしやま ゆき）
20代女性。中学・高校と陸上部でスプリンターを目指して体育大学に進学。オリンピックの強化選手となっていたが、1年前の5月に起こった名濃バス事故により右足が砕け、選手として再起不能となる。今でも右足を引きずって歩いている。大学は中退し、今は故郷、多治見に戻って就職活動をしている。

## オーディオブック
2021年8月27日よりListenGoで配信された。ナレーターは杉村憲司。